# Naro Space Center
Das Naro Space Center ist ein staatliches Raumfahrtzentrum in Südkorea, etwa 485 km südlich von Seoul. Es wird nach seinem Verwaltungsbezirk auch Goheung genannt. Das Zentrum wurde am 11. Juni 2009 eingeweiht. Der erste Start, zugleich der erste Start der koreanischen Rakete KSLV, die ebenfalls Naro genannt wird, erfolgte am 25. August 2009.
Mit dem Naro Space Center und dem KSLV will sich Südkorea unabhängig von ausländischen Trägerraketen und Startplätzen machen.
Auf dem etwa fünf Quadratkilometer großen Gelände befinden sich Montagehallen, Test- und Starteinrichtungen für die Rakete KSLV, dazu eine Leitzentrale, optische Bahnverfolgungseinrichtungen, Radarstationen, ein Kraftwerk und weitere Anlagen.
Der Bau wurde offiziell mit einer Zeremonie am 8. August 2003 begonnen. Hauptauftragnehmer beim Bau war Hyundai Heavy Industries.
Betrieben wird das Raumfahrtzentrum von der staatlichen Raumfahrtbehörde Korea Aerospace Research Institute (KARI), Leiter ist Muin Kyung-ju.